# Doris verrucosa
Doris verrucosa är en snäckart som beskrevs av Carl von Linné 1758. Doris verrucosa ingår i släktet Doris och familjen Dorididae. Inga underarter finns listade i Catalogue of Life.

## Bildgalleri

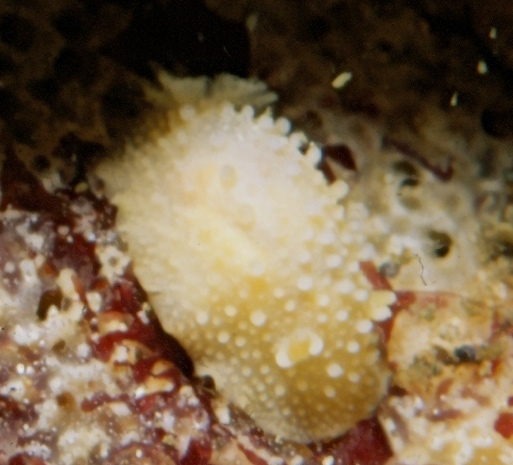
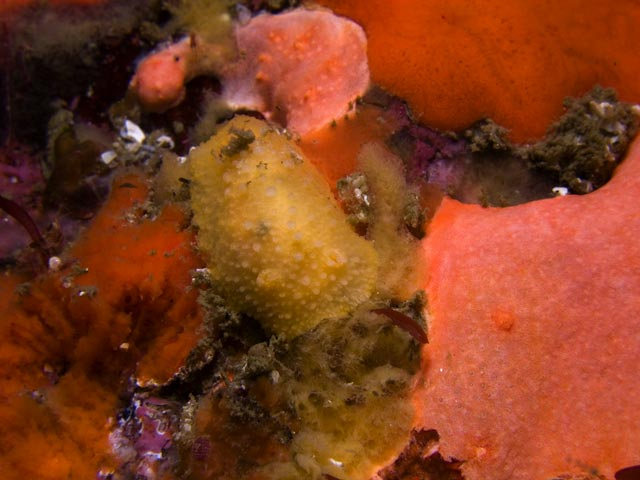